# Behold My Wife!

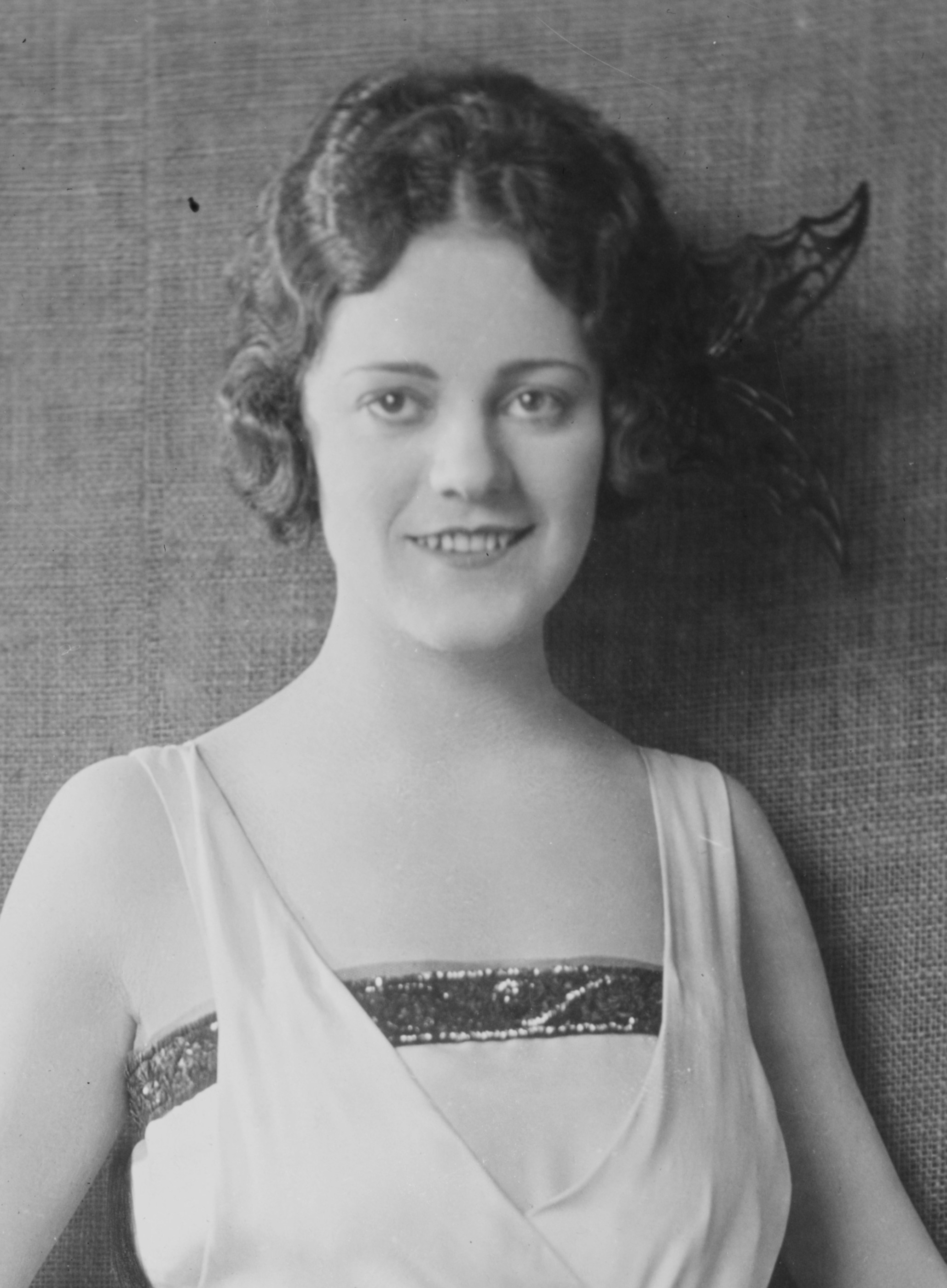
O filme estrelou Mabel Julienne Scott

Behold My Wife! é um filme perdido de drama mudo norte-americano de 1920, dirigido por George Melford, estrelado por Mabel Julienne Scott e Milton Sills. Foi produzido pela Famous Players-Lasky e distribuído por Paramount Pictures.

## Elenco
- Mabel Julienne Scott - Lali, garota indiana
- Milton Sills - Frank Armour
- Winter Hall - General Armour
- Elliott Dexter - Richard Armour
- Helen Dunbar - Senhora Armour
- Ann Forrest - Marion Armour
- Maude Wayne - Julia Haldwell
- Fred Huntly - (conhecido como Fred Huntley)
- F. R. Butler - Capitão Vidal
- F. Templer-Powell - Senhor Haldwell
- Mark Fenton - Gordon
- Jane Wolfe - Senhora McKenzie